# تونی دارو
تونی دارو (انگلیسی: Tony Darrow؛ زادهٔ ۱ اکتبر ۱۹۳۸) بازیگر اهل ایالات متحده آمریکا است.
از فیلم‌ها یا برنامه‌های تلویزیونی که وی در آن نقش داشته است می‌توان به خانواده سوپرانو، رفقای خوب، دزدهای خرده‌پا، رذل و دوست‌داشتنی، گلوله‌ها بر فراز برادوی، اینو تحلیل کن، کشتن مرد ایرلندی، چه کسی را باید بکشم، میکی زاغه و آفرودیت توانا اشاره کرد.